# Museo Interactivo Casa Ramón López Velarde
El Museo Interactivo Casa Ramón López Velarde se encuentra en Jerez de García Salinas, Zacatecas. Es un museo dedicado al poeta zacatecano Ramón López Velarde, construido en la casa donde vivió sus primeros años. Consta de cinco habitaciones, estancia, cocina y un patio con pozo.
En el museo se recrea el cuarto del escritor, se muestran sus escritos y fotografías de su familia.
En el 2009 se rediseñó el museo de forma interactiva. Las salas funcionan desde entonces mediante sensores que activan narraciones y olores.